# Cystodytes multipapillatus
Cystodytes multipapillatus är en sjöpungsart som beskrevs av Monniot 1988. Cystodytes multipapillatus ingår i släktet Cystodytes och familjen Polycitoridae. Inga underarter finns listade i Catalogue of Life.